# Juhász Ernő (orientalista)
Juhász Ernő (Jászkarajenő, 1939. november 4. – Budapest, 2004. június 3.) magyar orientalista, arabista, Magyarország nagykövete Egyiptomban majd Irakban.

## Pályafutása
Magyar-arab szakot végzett az Eötvös Loránd Tudományegyetemen 1963-ban, majd 1964-től a Kairói Egyetemen hallgatott egy évet. Egy évig egy soproni gimnáziumban tanított, majd a Kulturális Kapcsolatok Intézetének egyiptomi, később arab referense, utóbb osztályvezetője lett. 1974-től a Magyarország kairói nagykövetsége kulturális tanácsosa, ezen belül 1977-ig a kairói Magyar Tudományos és Kulturális Központ igazgatója volt. 1980 és 1989 között a Művelődési Minisztérium nemzetközi kapcsolatok főosztályán osztályvezető, majd főosztályvezető-helyettes volt. Beosztásából adódóan támogatóan állt egy budapesti,  Germanus Gyula hagyatékára épülő iszlám múzeum létrehozásához, ami azonban nem valósult meg. 1993-ig ismét kulturális tanácsosként dolgozott a kairói nagykövetségen, majd 1994-ben nagykövetté nevezték ki (megbízólevelét 1994. március 31-én adta át), és amit 1998-ig töltött be. Rövid ideig a Külügyminisztériumban dolgozott a kulturális és tudományos együttműködési főosztályvezető-helyetteseként, majd 1999-ben ügyvivőnek nevezték ki a Szaddám Huszein vezette Irakba, ahol 2001-ig teljesített szolgálatot úgy, hogy a nagyköveti akkreditáció mindvégig "folyamatban volt". A tényleges nagykövet Pálmai Géza maradt, aki azonban ekkor már mint írországi nagykövet volt Dublinban. Ebben az időszakban Irakot nemzetközi embargó sújtotta, az országokat Szadddám aszerint osztályozta, hogy megtörik-e a légi zárlatot vagy sem. Amelyik ország repülővel delegációt küldött Irakba, az segíti a bagdadi kormányt – Magyarország azonban nem küldött delegációt, így Juhász mozgástere szűk maradt. Bár Juhász tett erőfeszítéseket, hogy az "élelmiszert olajárt" programba magyar cégek is bekerülhessenek, látványos eredményeket nem tudott elérni. Megbízatása 2001-ben lejárt, Juhász 2002-ben ment nyugdíjba. Ezt követően az ELTE Bölcsészettudományi Karán orientalisztikát tanított.
2004. július 3-án Páty és Telki között két személygépkocsi frontálisan ütközött. Az egyik jármű utasa Juhász Ernő volt, akit súlyos sérülésekkel szállítottak egy budapesti kórházba, ahol azonban már nem tudták megmenteni az életét.

## Művei
Juhász az 1980-as évektől több szótár, és társalgási könyv szerkesztésében működött közre – másokkal együtt -, emellett több kiadást is megért egyiptomi útikönyve. Arab tájszótárát nyugdíjasként akarta befejezni, a mű kéziratának holléte azonban nem ismert.
- Kairó – Helikon 1970 (lengyelül 1973-ban is!)
- Egyiptom – Panoráma 1979
- Arab társalgás / Juhász Ernő, Yehia El-Karamany Tankönyvkiadó, 1986
- Qāmūs maǧarī 'arabī = Magyar – arab szótár / Fodor Sándor, Iványi Tamás, Juhász Ernő – TIT 1988
- Magyar – arab társalgás / Juhász Ernő, Goseva Maria, Yehia El-Karamány (2. kiad.) Korona, 2002
- Egyiptom – Cartographia 2003